# Henryk Wiśnicki
Henryk Wiśnicki, pseudonimy „Wilga”, „Orzeł” (ur. 4 stycznia 1930 w Radomiu, zm. 4 maja 2018) – polski żołnierz podziemia podczas II wojny światowej, działacz powojennego podziemia antykomunistycznego i środowisk kombatanckich.

## Życiorys
W lipcu 1944, mając zaledwie 14 lat, wstąpił do Armii Krajowej. Używał pseudonimu „Wilga” i służył jako łącznik w Placówce Mąchocice (Obwód Kielce Okręgu Radomsko-Kieleckiego AK). Brał udział w akcji Burza. Został wcielony do 72 Pułku Piechoty Armii Krajowej, dostarczał opatrunki, leki oraz rannych do szpitali polowych. Uczestniczył w bitwach z Niemcami pod Stefanowem i Białym Ługiem.
Po wkroczeniu Armii Czerwonej do Polski przeszedł do podziemia antykomunistycznego, początkowo do organizacji NIE, a następnie do Zrzeszenia Wolność i Niezawisłość. Przyjął wówczas pseudonim „Orzeł” i był łącznikiem płk. Włodzimierza Kozłowskiego ps. „Orion” i kpt. Czesława Niedbały ps. „Murek”. 2 września 1949 został komendantem założonej przez siebie organizacji niepodległościowej „Biały Orzeł”, działającej w powiecie radomskim i liczącej 20 członków. Działacze spotykali się w Parafii św. Teresy od Dzieciątka Jezus w Radomiu, wygłaszali referaty i przygotowywali ulotki, a także przeciwstawiali się odrywaniu młodzieży od Kościoła i kolektywizacji rolnictwa. 6 lipca 1950 aresztowany przez Urząd Bezpieczeństwa. 17 kwietnia 1951 skazany wyrokiem Wojskowego Sądu Rejonowego w Kielcach na karę 14 lat więzienia. 23 lipca 1956 został zatrzymany po zbiegnięciu z więzienia w Mokrych Łanach i próbie ucieczki do Czechosłowacji. Na skutek amnestii kara została zmniejszona i 10 lipca 1958 wypuszczono go z więzienia.
Przez wiele lat kierował radomskim oddziałem Związku Więźniów Politycznych Okresu Stalinowskiego. Zmarł w maju 2018 roku, został pochowany 10 maja.